# Kukeri

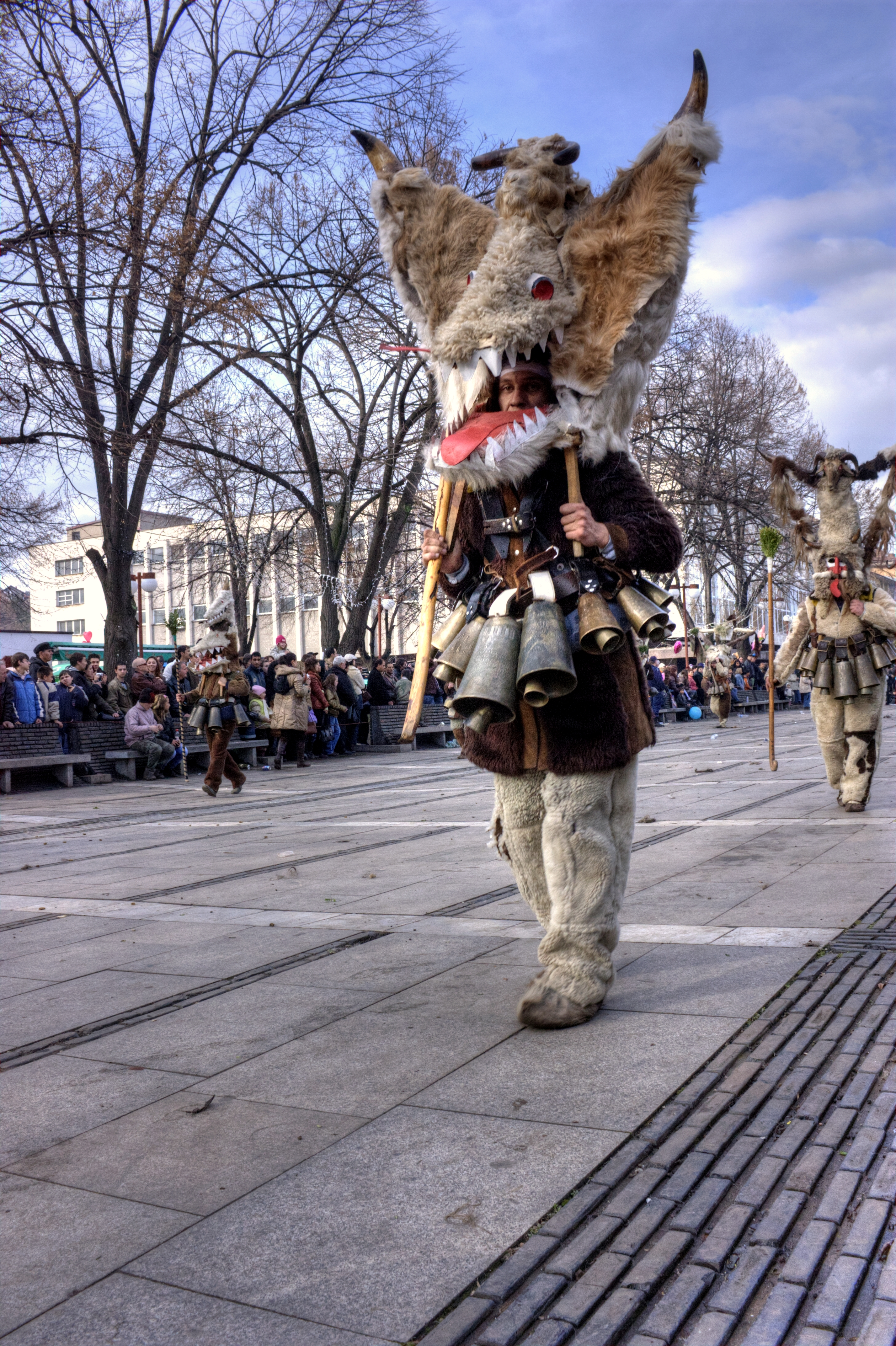
Kukeri in Pernik

Kukeri (Bulgaars: кукери) is een traditioneel ritueel uit Bulgarije om boze geesten weg te jagen.

## Rituelen

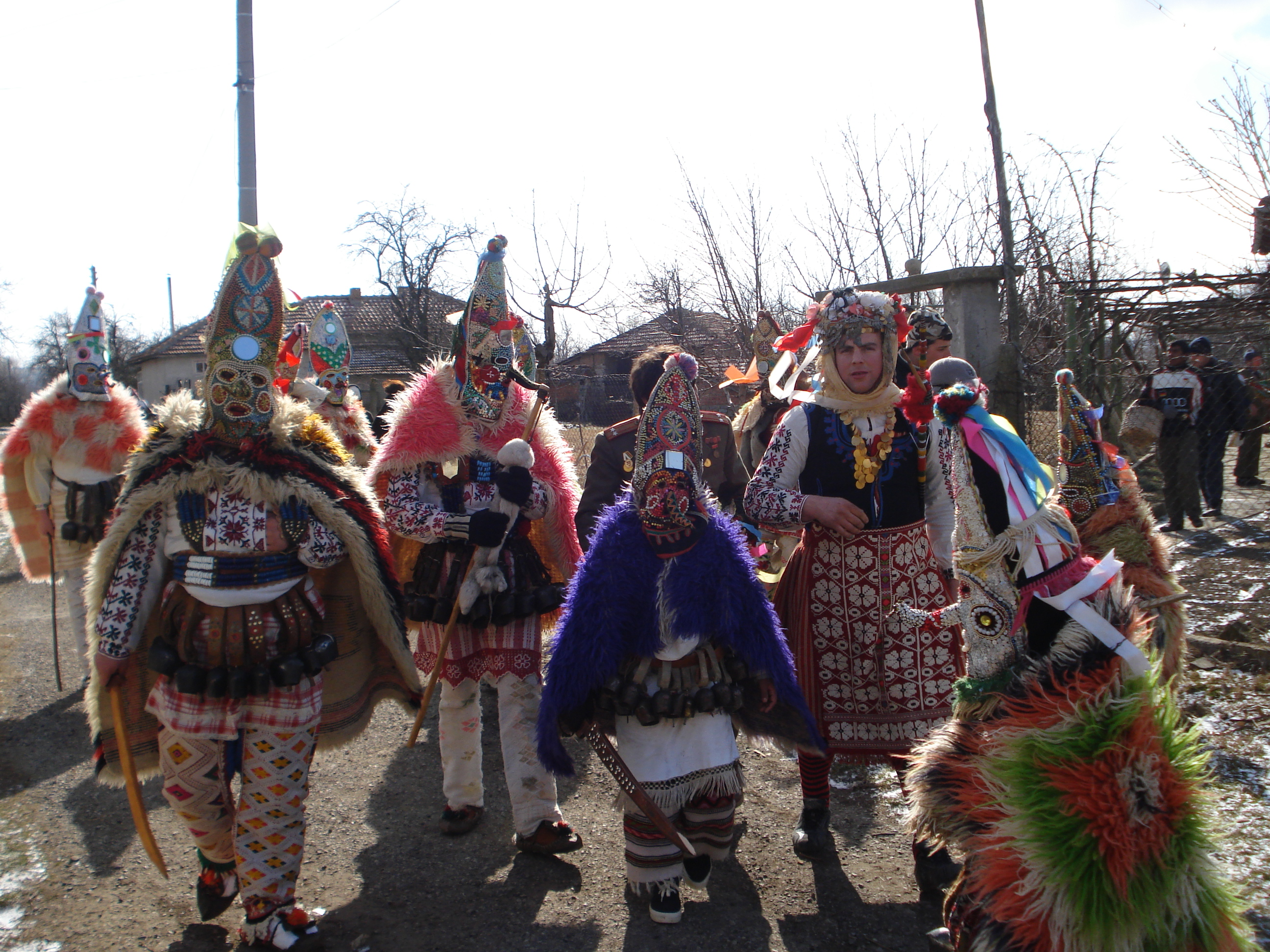

De rituelen worden uitgevoerd in een kostuum dat meestal het gehele lichaam beslaat. Ook worden gedecoreerde houten dierenmaskers (soms met twee gezichten) en grote bellen aan de riem gedragen. Rond nieuwjaar en voor vastentijd lopen en dansen de kukeri door het dorp. Dit zou een goede oogst, gezondheid en geluk naar het dorp brengen.
Kukeri bezoeken 's nachts de huizen in het dorp, de zon kan hen dan niet vangen op de weg. Na de rondgang door het dorp, verzamelen de kukeri zich op het plein en dansen daar. Het ritueel verschilt per regio, maar de essentie blijft hetzelfde.

## Oorsprong
Het ritueel wordt teruggeleid naar de Thraciërs. Vergelijkbare rituelen komen voor in Roemenië, Servië en Noord-Macedonië. De gemaskerde geit-figuur is bekend als Capra in Moldavië, Brezaia in Muntenië, Cerbul in Boekovina en Turca in Transsylvanië.
In de Griekse cultus van Dionysos werden de huiden van geofferde geitjes gebruikt, zie ook Bacchanalia.

## Capra
De dood en herrijzenis van de Capra (geit) weerspiegelt de dood en hergeboorte van vegetatie. Het houten masker heeft een beweegbare onderkaak. De hoorns zijn van hout of van een geit, ram of hert en worden versierd met linten, kralen, hoofddoeken, spiegels, klimop (werd ook gebruikt in de thyrsus bij de Dionysos-cultus), basilicum en bloemen.
Het lichaam van de Capra wordt van verschillende materialen gemaakt, dit hangt af van de lokale traditie. Soms wordt tapijt of rode stof gebruikt, hier worden dan versieringen op aangebracht (zoals traditionele kleurrijke doeken, geborduurde zakdoekjes in Suceava, textiel, kraaltjes, versierde vrouwengordels in Bacau, riet, zaadhoofden in Botoşani en Iaşi, geitenhuiden in Vrancea en in Mehedinţi, linten of gekleurd papier in Neamţ en in Giurgiu).

## Kuker

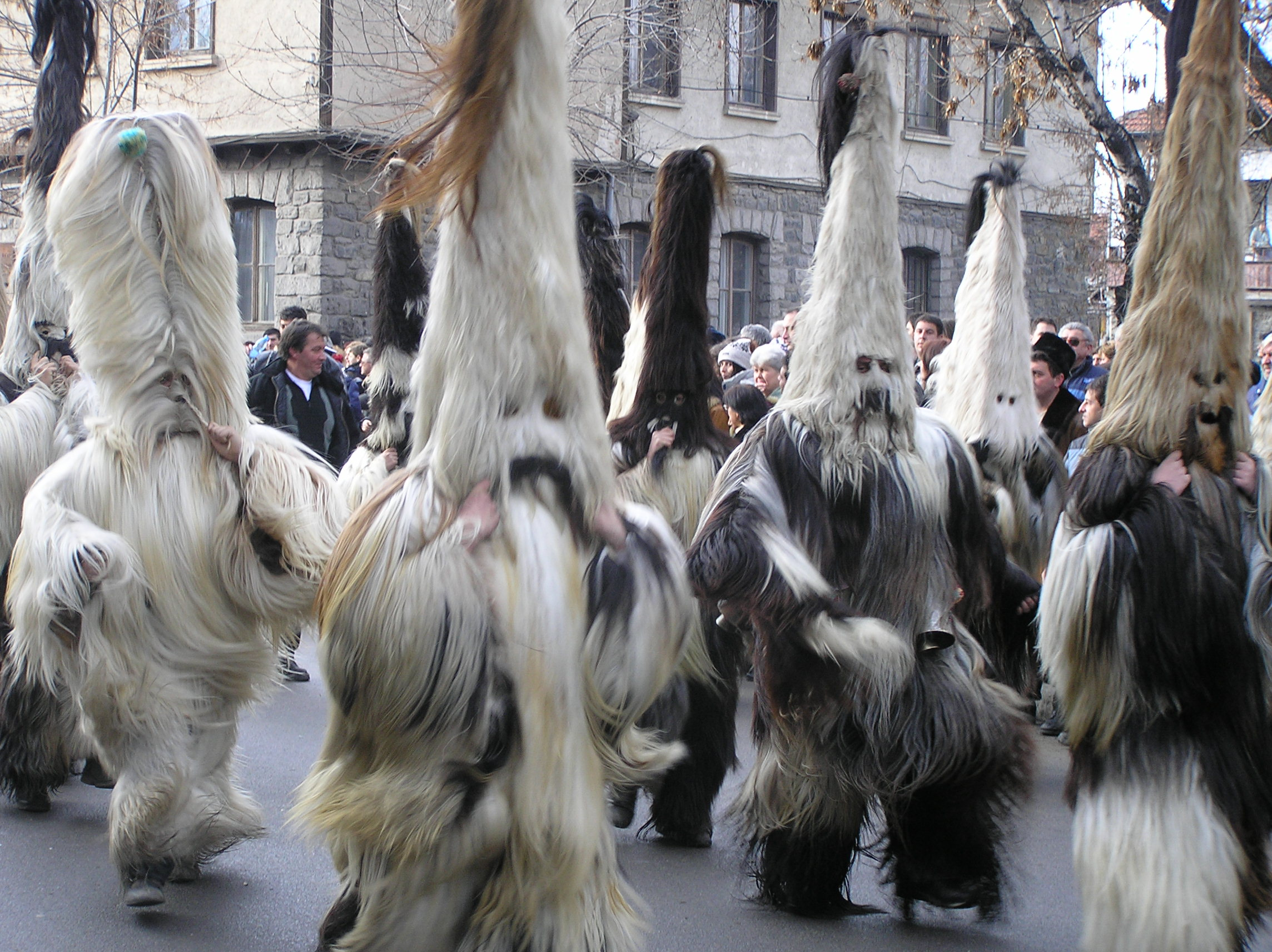

Kuker is een god van vruchtbaarheid, in Bulgarije en Servië is een meervoudige goddelijkheid. In Bulgarije vindt een ritueel spektakel van de lente (een soort carnaval) plaats na een scenario van volkstheater. Kukers rol wordt uitgebeeld door een man gekleed in een schaap- of geitenhuid, met een gehoornde masker en omgord met een grote houten fallus.
Tijdens het ritueel worden verschillende fysiologische handelingen uitgelegd (met inbegrip van de seksuele daad, als een symbool van het heilige huwelijk van de god, terwijl mimespelers de symbolische vrouw zijn, tijdens de zwangerschap en met de pijnen van de bevalling). Dit ritueel huldigt de veldarbeid (ploegen, zaaien) en is uitgevoerd met de deelname van tal van allegorische personages, waaronder de keizer en zijn entourage.

## Afbeeldingen

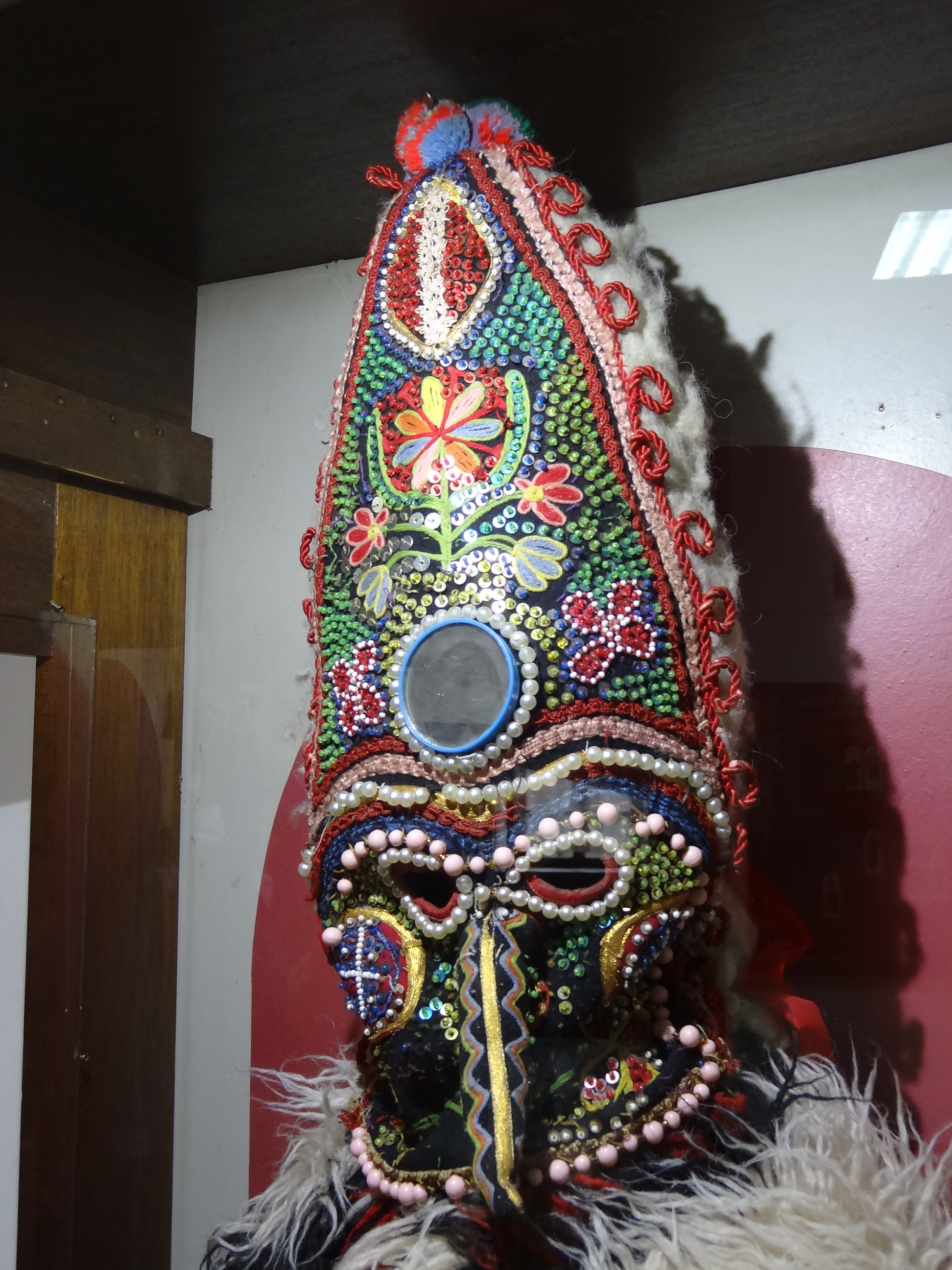
Masker voor Kukeri

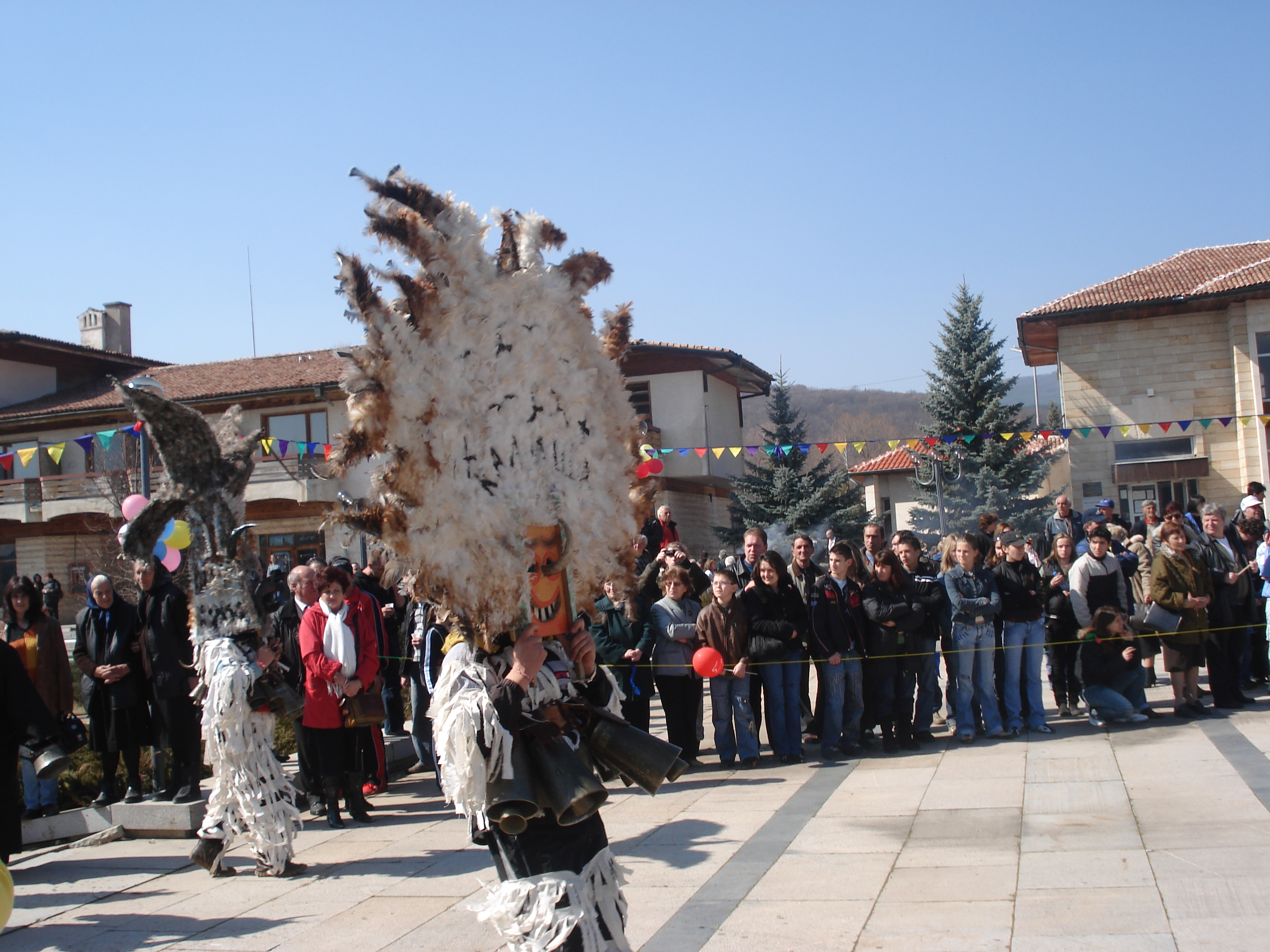
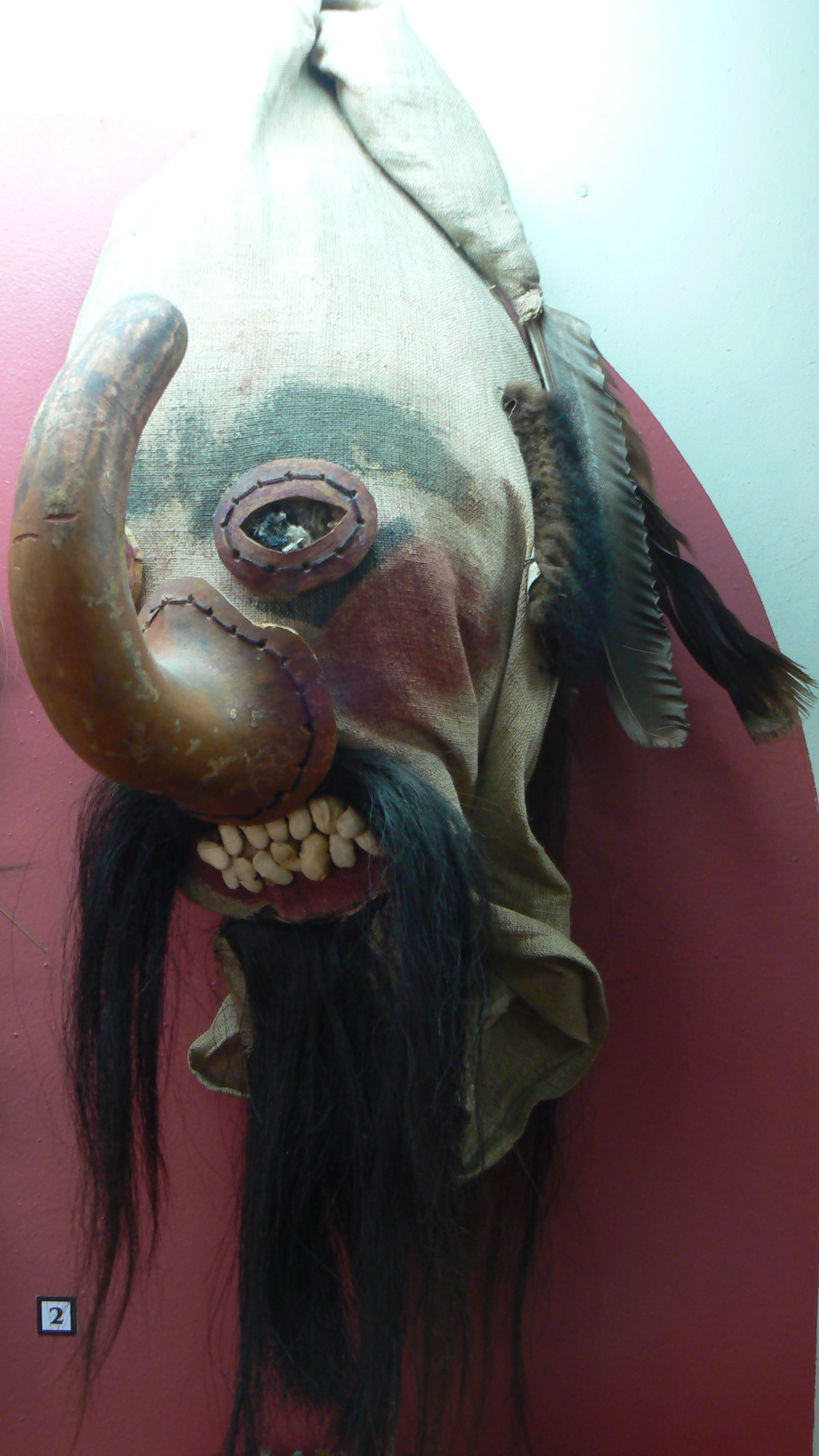
Kukeri-masker
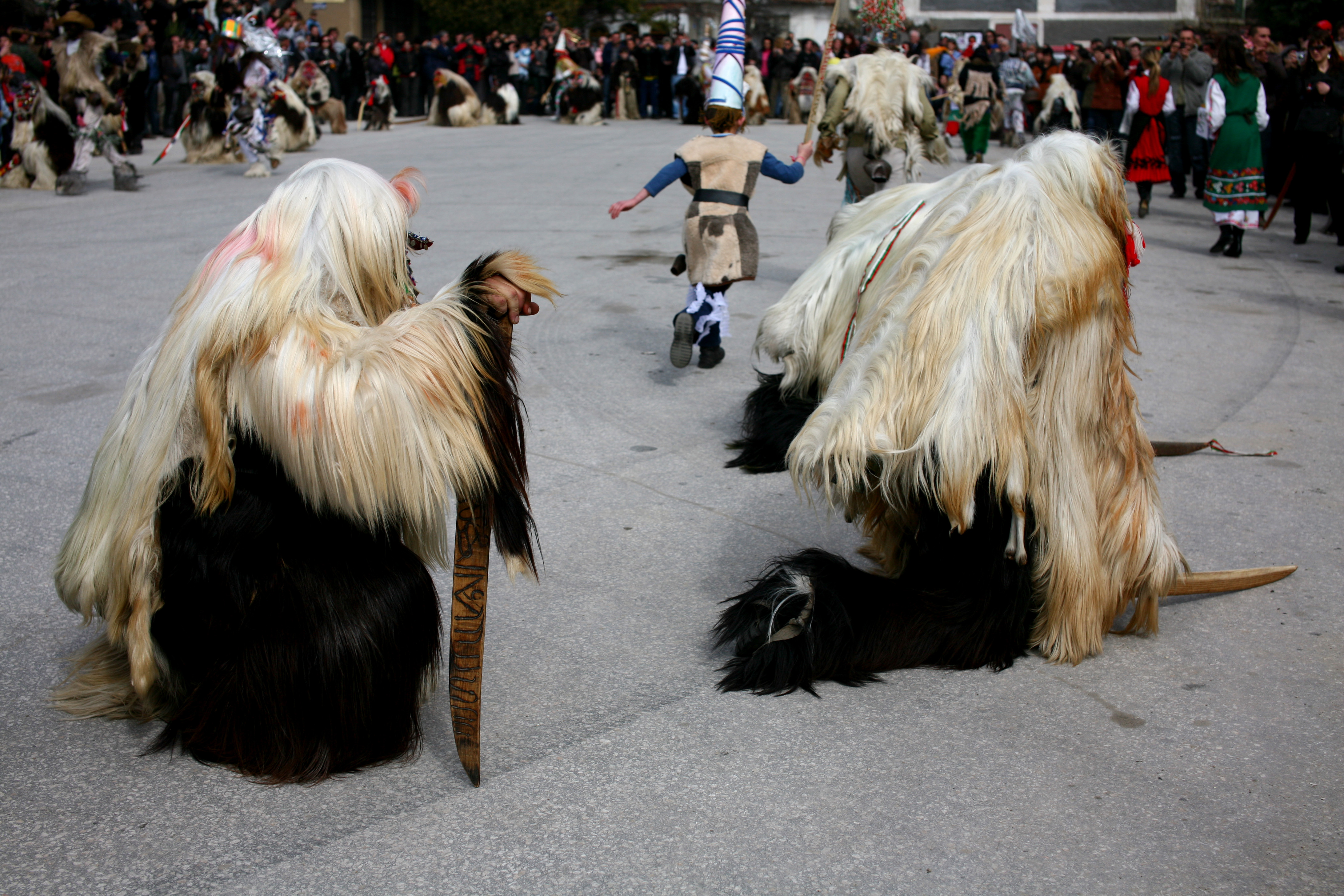
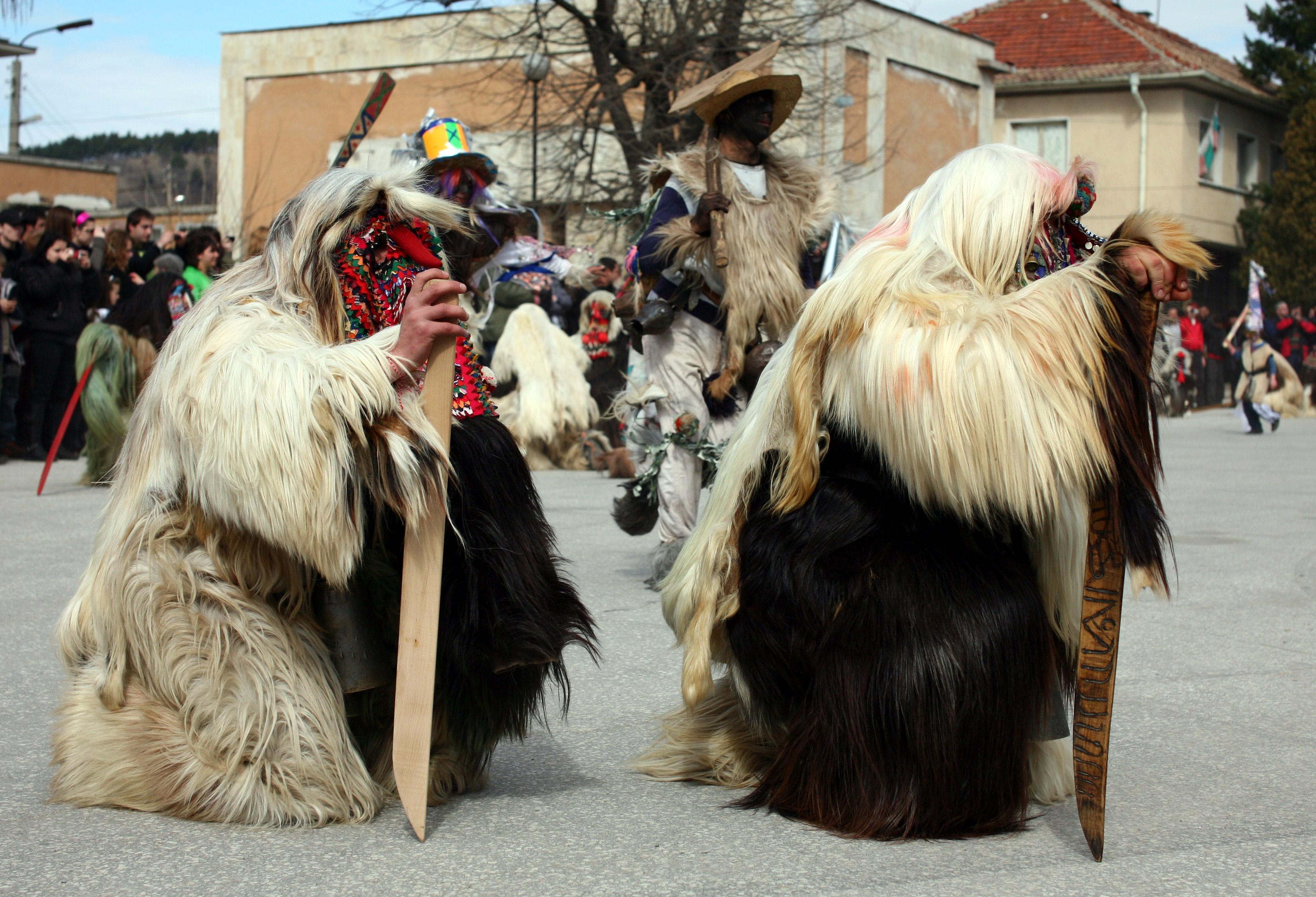
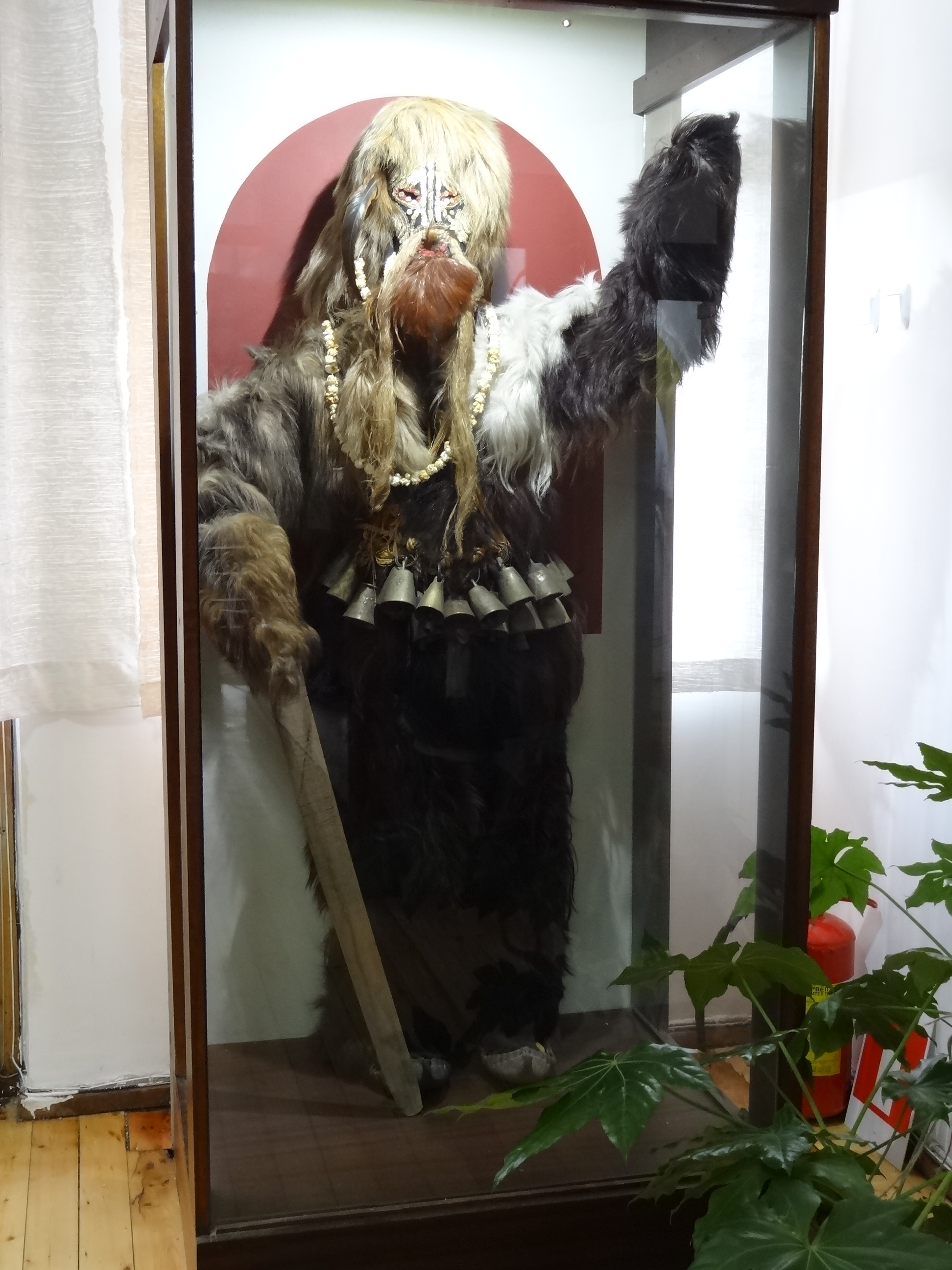
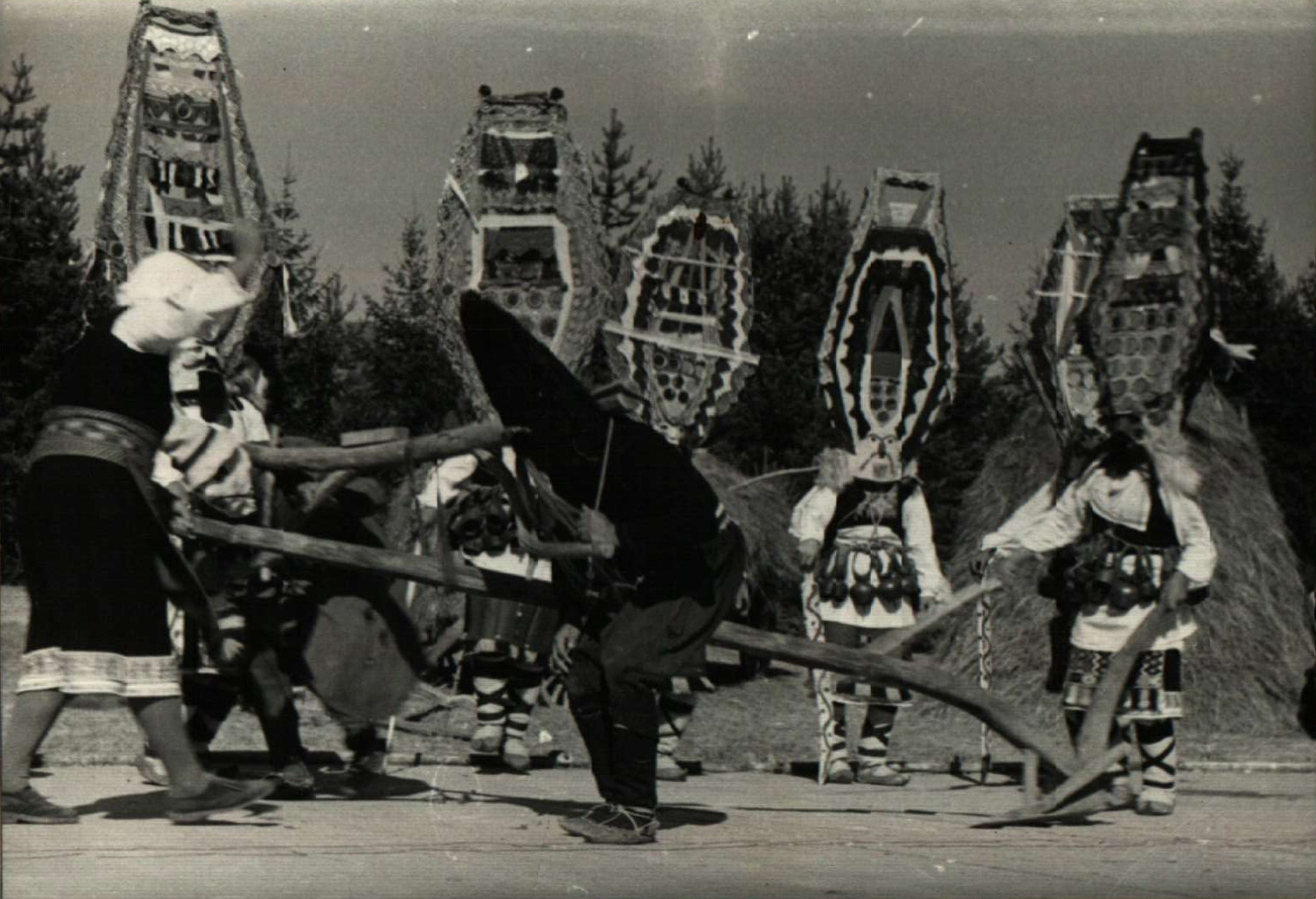
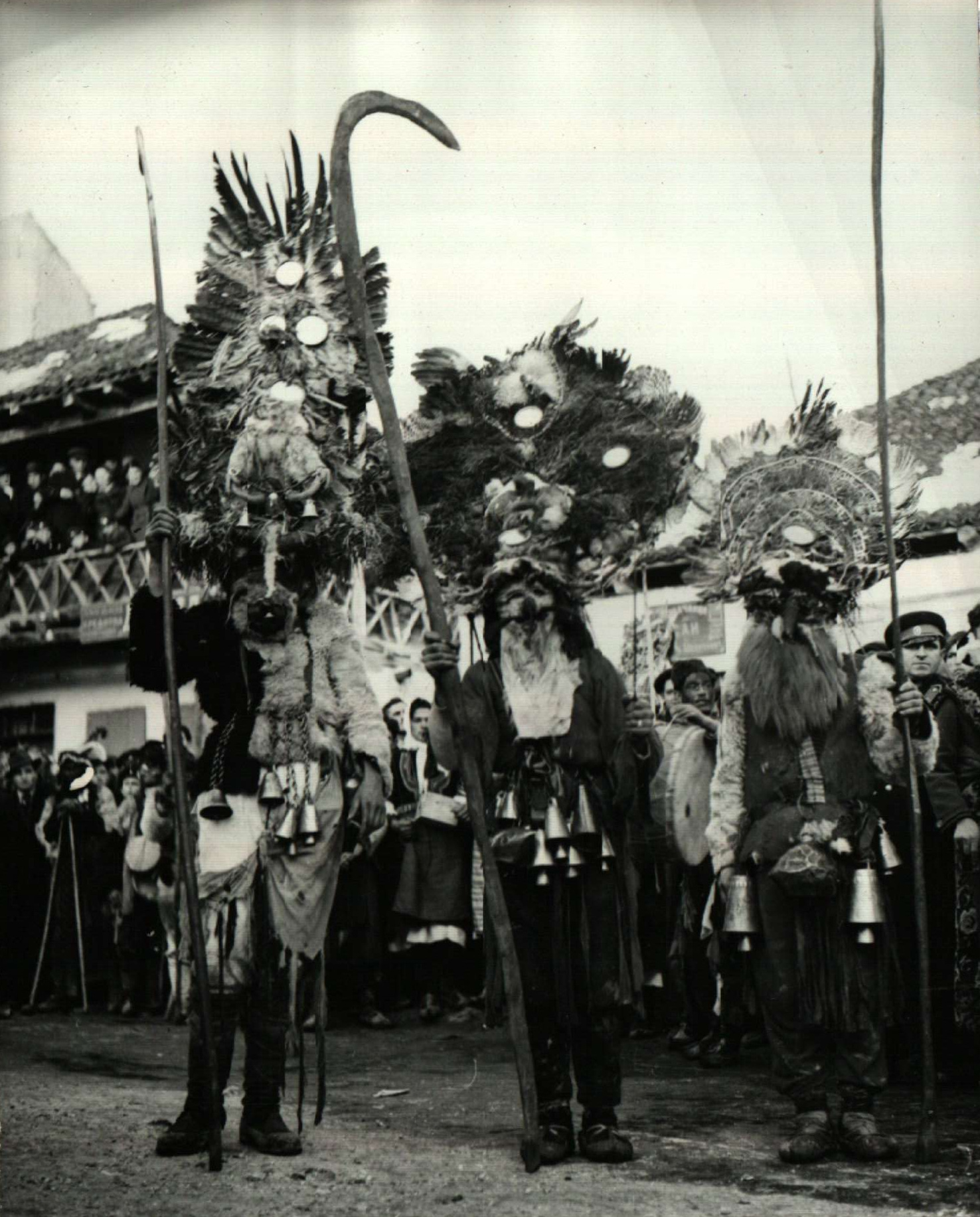
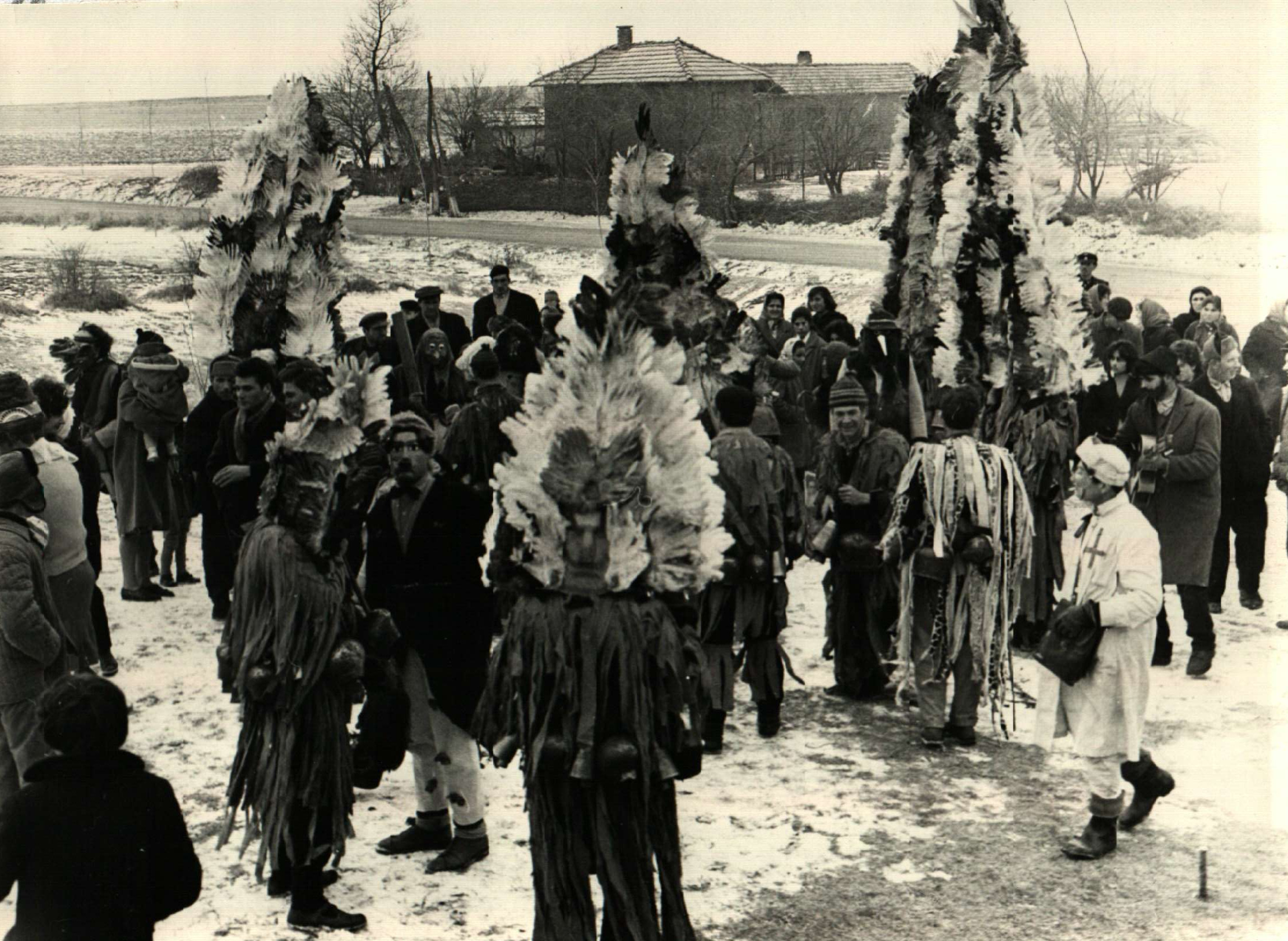
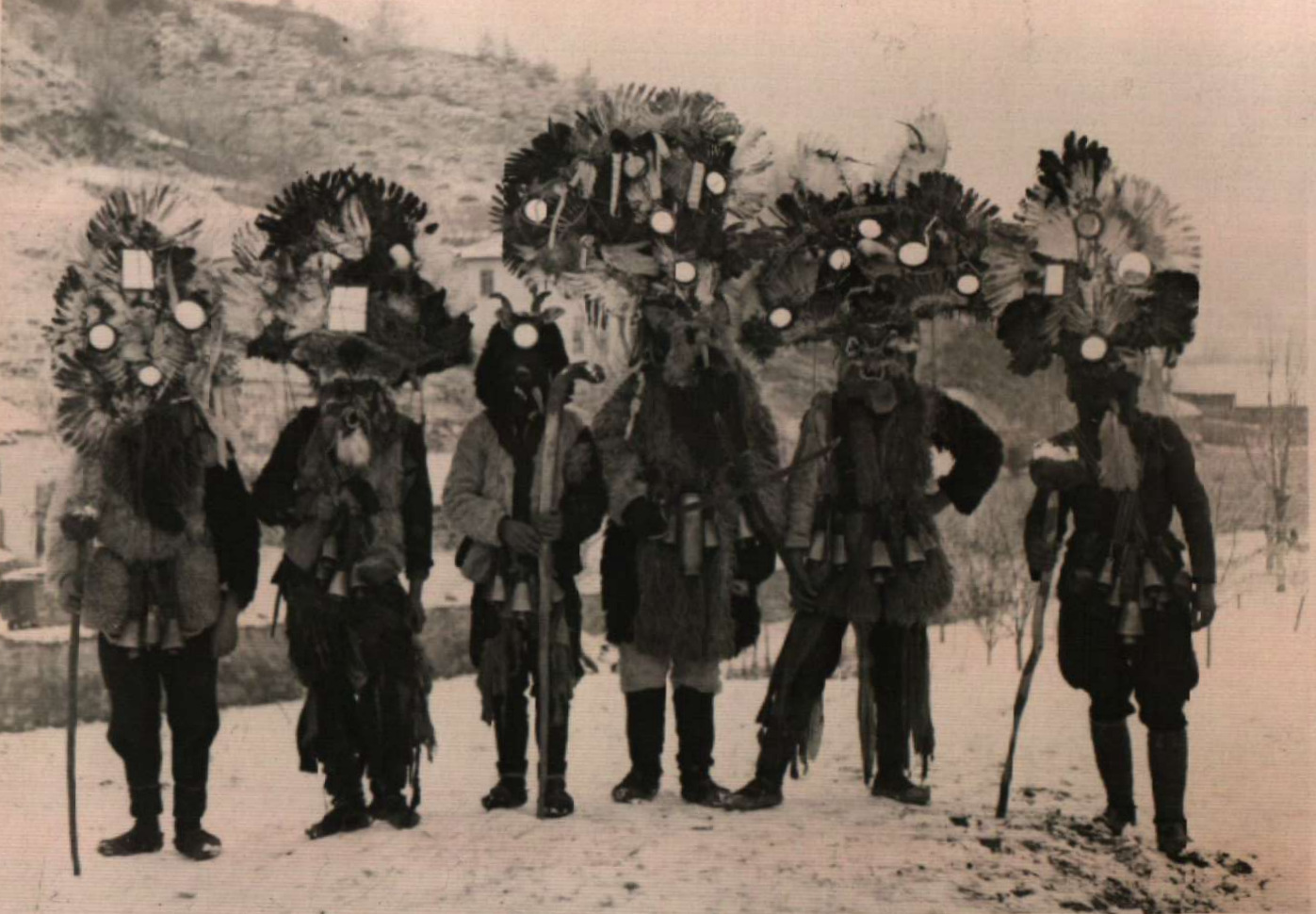
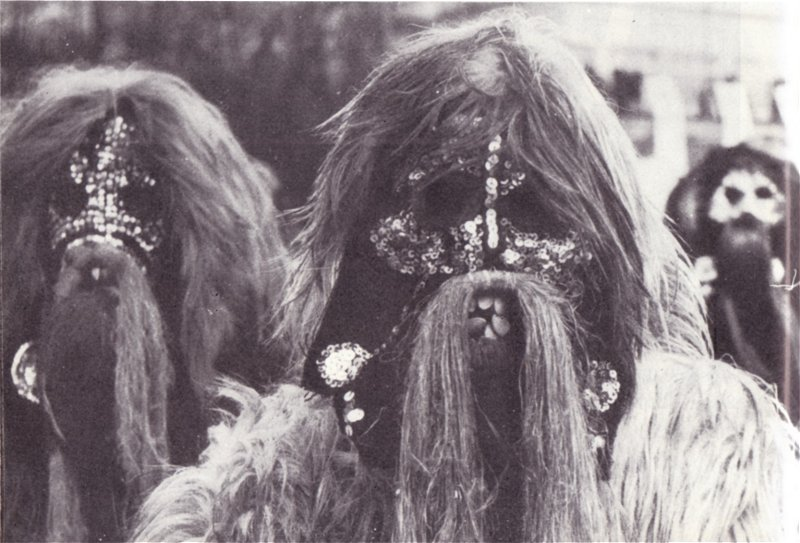